# 杨一正
杨一正（？—？），陕西武功人，是一名清朝政治人物。
贡生出身。曾于雍正七年（1729年）接替李治国任漳州府知府一职，雍正八年（1730年）由张嗣昌接任。